# Röbäcks IF
Röbäcks IF är en idrottsförening i Röbäck, Umeå kommun. Föreningen har verksamhet inom innebandy, fotboll och motion. Röbäcks IF spelar på Röbäcks arena, där bland annat Elofssonhallen finns.